# Achim Schülke
Achim Schülke (* 1944 in Deutsch Krone, Pommern) ist ein deutscher Schauspieler, Synchron- und Hörspielsprecher.

## Leben
Schülke absolvierte eine Schauspielausbildung in Hamburg und spielte danach Theater in verschiedenen Häusern, unter anderem an der Städtischen Bühne Münster, am Landestheater Coburg, am Theater Kiel, am Staatstheater Kassel und am Schauspielhaus Zürich.
Nach seiner Fernsehpremiere 1964 in der Serie Hafenpolizei folgten bis Anfang der 2000er Jahre weitere Rollen, unter anderem im Großstadtrevier, im Tatort und bei Schwarz Rot Gold.
Hauptsächlich ist er jedoch seit den 1970er Jahren als Synchron- und Hörspielsprecher tätig. Als Sprecher ist er unter anderem in den Serien TKKG, Die drei ???, Die drei ??? Kids, Die Abenteuer des jungen Indiana Jones, Bob der Baumeister als Knolle, Ghostbusters  als Prime Evil und in Die Schlümpfe als Jokeys deutsche Synchronstimme zu hören. In Feuerwehrmann Sam spricht er den Feuerwehrhauptmann Steele und in dem erfolgreichen Computerspiel Fallout 4 den Haushaltsroboter Codsworth. In der Zeichentrickserie Yakari leiht er dem Indianer Stiller Fels seine Stimme. Von der 1. bis zur 7. Staffel spricht er Krang, das körperlose Gehirn aus der Dimension X bei den Teenage Mutant Hero Turtles.
Ab Folge 80 übernahm er die Rolle des Sir James Powell in der Hörspielreihe Geisterjäger John Sinclair. Die Figur war zuvor von Karlheinz Tafel gesprochen worden.

## Filmografie (Auswahl)
- 1964: Hafenpolizei: Das Geheimversteck

## Synchronrollen (Auswahl)
- 2008: Für David Bradley (als Cohen der Barbar) in The Color Of Magic - Die Reise des Zauberers
- 2016: Für Pavlos Orkopoulos (als Bürgermeister) in Nacktbaden – Manche bräunen, andere brennen